# Ius singulare
Ius singulare es una expresión latina. Se traduce literalmente como ley singular.
Era una ley especial para ciertos grupos de personas, cosas o relaciones jurídicas (debido a que es una excepción a los principios generales del ordenamiento jurídico).
Esto contrasta con el ius commune, el general, el derecho común. En el derecho romano desarrollado en los sistemas jurídicos modernos, el concepto de ius singulare fue abandonado y el ius commune se aplicó a todos los casos.